# Caprice Coleman
Pour les articles homonymes, voir Coleman.
Caprice Coleman (né le 20 mars 1977) est un catcheur américain. Il travaille actuellement à la Ring of Honor. 

## Carrière de catcheur

### Débuts (1996-2004)
Coleman s'entraine auprès de Jeff et Matt Hardy et commence sa carrière à l'Organization of Modern Extreme Grappling Arts (OMEGA).

### Retour à la Ring of Honor (2011-...)

#### Retour en solo (2014-...)
Il retourne en solo, le 11 janvier en perdent contre Jay Lethal. Lors de ROH State Of The Art du 8 février, il gagne contre The Romantic Touch. Lors de 12th Anniversary Show, il bat Amasis. Le 22 juin, à Best in the World (2014), il perd dans un Six Man Mayhem match pour obtenir une opportunité pour le ROH World Television Championship contre Watanabe, Tadarius Thomas, B.J. Whitmer, Tommaso Ciampa et ACH, match remporté par ce dernier. Le 7 décembre, lors de Final Battle (2014), il perd dans un Four Corners Survival match contre Mark Briscoe, Jimmy Jacobs et Hanson, match remporté par ce dernier.

## Palmarès
- Christian Wrestling Federation
  - 1 fois CWF Heavyweight Champion
  - 1 fois CWF Tag Team Champion avec Michael Malick

- Live Action Wrestling
  - 1 fois LAW Tag Team Champion avec Joey Silvia

- Mainstream Wrestling Organization
  - 1 fois MWO Lightweight Champion

- National Championship Wrestling
  - 1 fois NCW Tag Team Champion

- NWA Anarchy
  - 1 fois NWA Anarchy Television Champion

- NWA Wildside
  - 1 fois NWA Georgia Junior Heavyweight Champion
  - 2 fois NWA Wildside Television Champion

- Qatar Pro Wrestling
  - 1 fois QPW King of the Ladder Match Championship

- Autres titres
  - 1 fois RTW Ringtime Lightweight Champion

## Récompenses des magazines
- Pro Wrestling Illustrated

| Année | 2001 | 2002 | 2003       | 2004 | 2005 à 2009 | 2010 | 2011       | 2012 | 2013 | 2014 | 2015 | 2016 | 2017 |
| ----- | ---- | ---- | ---------- | ---- | ----------- | ---- | ---------- | ---- | ---- | ---- | ---- | ---- | ---- |
| Rang  | 317  | 279  | Non classé | 386  | Non classé  | 365  | Non classé | 160  | 121  | 188  | 209  | 243  | 282  |